# Hans Persson (längdåkare)
Hans Persson, född 18 januari 1959, är en svensk längdskidåkare från Blomstermåla som främst körde långlopp. Han vann Vasaloppet 1984. Han tävlade för Åsarna IK, med vilka han blev svensk stafettmästare åren 1980–1983 samt 1988.

### Fotnoter
1. ↑  ”Hyllade Vasaloppsveteraner firade Mora-Nisse”. Arkiverad från originalet den 20 augusti 2010. https://web.archive.org/web/20100820000350/http://www.langd.se/hyllade-vasaloppsveteraner-firade-mora-nisse.540694-86149.html. Läst 30 maj 2018.
2. ↑  ”Vasaloppet”. Vasaloppet. Arkiverad från originalet den 3 december 2013. https://web.archive.org/web/20131203033229/http://www.vasaloppet.se/wps/wcm/connect/989fe080449c33e79e4cff27c64f5ec4/segrare_Vasaloppet_sv3bcd.pdf?MOD=AJPERES. Läst 30 november 2013.
3. ↑  ”Längd herrar”. Svenska Skidförbundet. Arkiverad från originalet den 9 mars 2015. https://web.archive.org/web/20150309083750/http://www.skidor.com/Foljoss/Historikochstatistik/Svenskamastare/Langdherrar/. Läst 4 november 2014.